# Задонск
Задо́нск — город (с 1779 г.) в России, административный центр Задонского района Липецкой области. Образует одноимённое муниципальное образование город Задонск со статусом городского поселения как единственный населённый пункт в его составе.
Площадь — 1258 га.

Население — 9887 чел. (2021).
До 1779 года на месте Задонска располагалась слобода Тешевка.

## Физико-географическая характеристика
Задонск расположен в пределах Среднерусской возвышенности в центре Восточно-Европейской равнины, в живописной местности на левом берегу реки Дон при впадении в неё реки Тешевки .

### Время
Город Задонск, как и вся Липецкая область, находится в часовой зоне МСК (московское время). Смещение применяемого времени относительно UTC составляет +3:00.

### Климат
Задонск имеет умеренно-континентальный климат (в классификации Кёппена — Dfb), который зависит от северо-западных океанических и восточных континентальных масс воздуха, взаимодействующих между собой. Климат относится к умеренному.
В год выпадает около 450—500 мм осадков. Наиболее дождливые месяцы июнь, июль и декабрь, наименее дождливые сентябрь и ноябрь.
Средняя температура июля — плюс 20,2 градуса Цельсия. Лето умеренно тёплое и по меркам южных регионов России не продолжительное.
Средняя температура февраля — минус 7,1 градуса Цельсия. Зимы холодные и продолжительные.

## Геральдика
Флаг утверждён 30 декабря 2008 года и внесён в Государственный геральдический регистр Российской Федерации с присвоением регистрационного номера 4712.
Прямоугольное белое полотнище с отношением ширины к длине 2:3, с голубой волнистой горизонтальной полосой внизу полотнища шириной в 1/5 ширины полотнища, несущее в середине фигуры из герба городского поселения: красную мурованную крепость, стоящую на зелёной земле.

## История

### Новое время

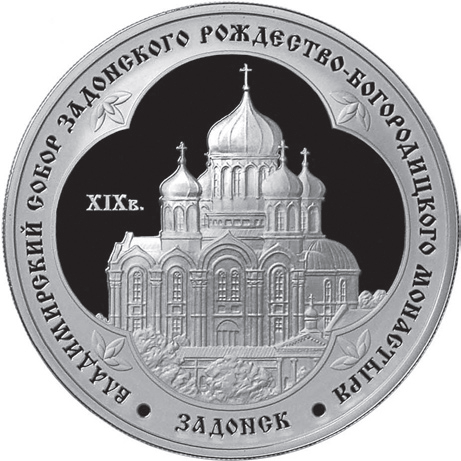

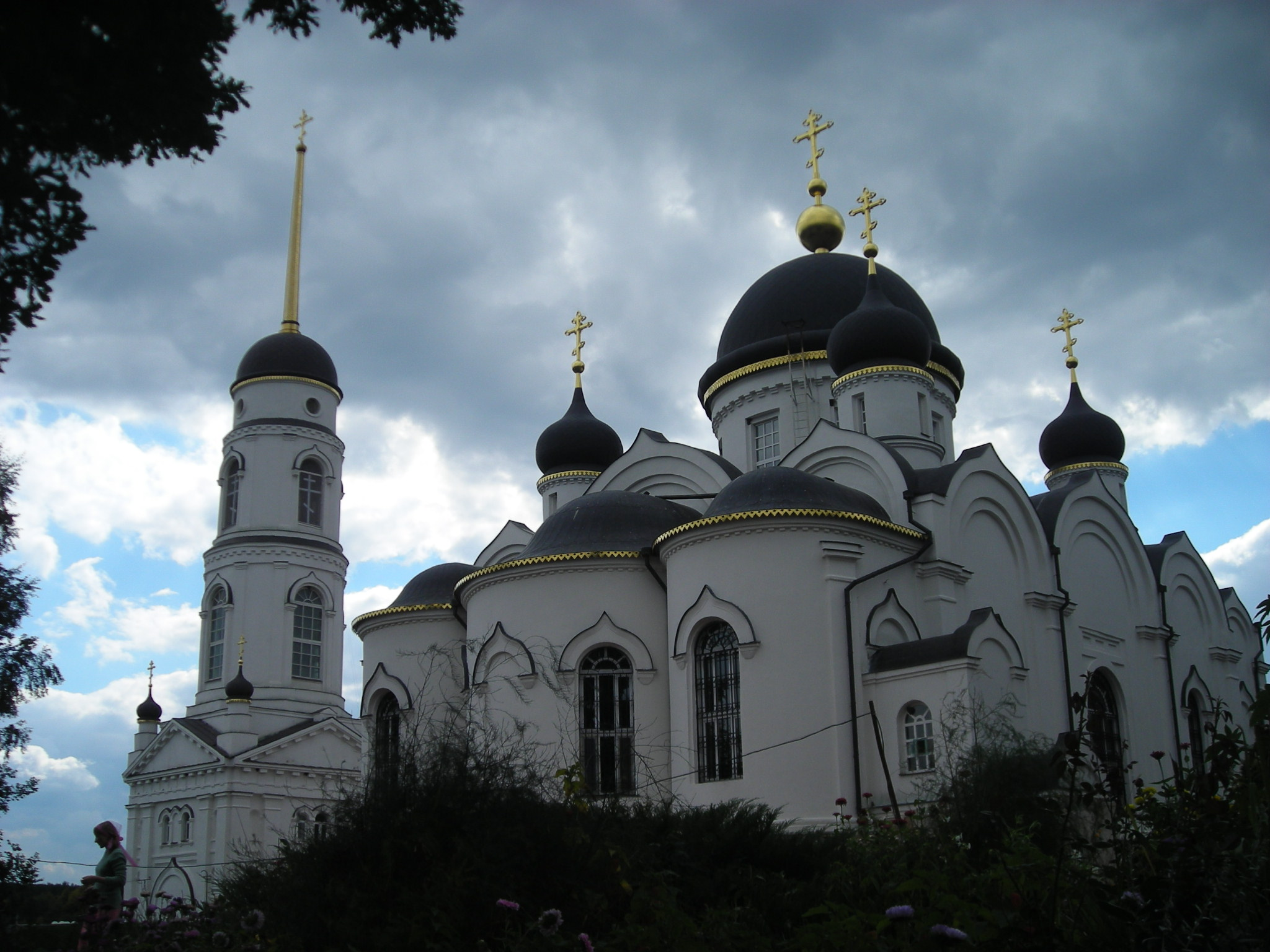
Задонский Свято-Тихоновский Преображенский епархиальный женский монастырь

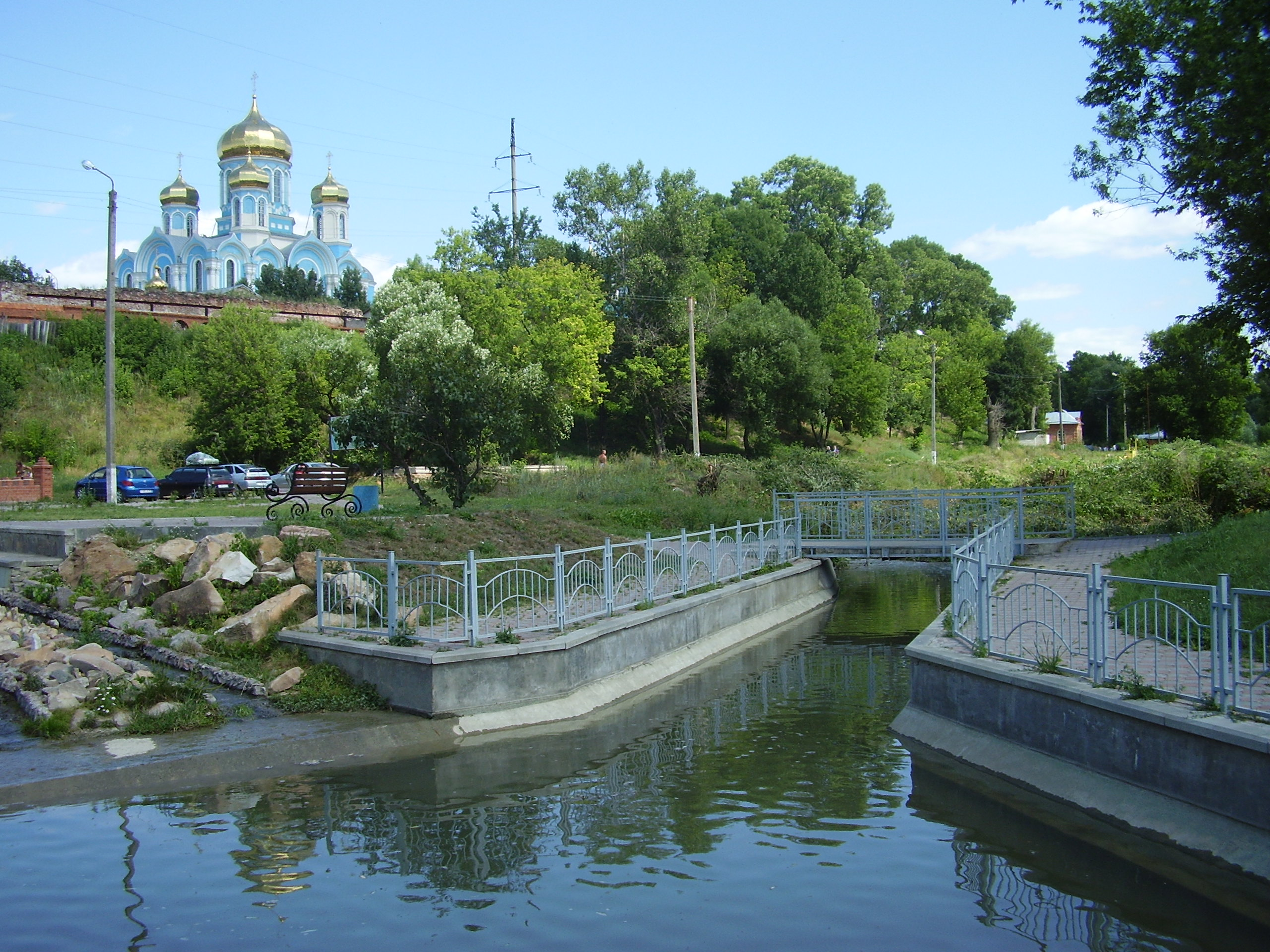
Задонск, река Тешевка и вид на Мужской монастырь

Возник как слобода Тешевка при основанном около 1600 года Тешевском (позднее Задонском) Богородицком монастыре. Впервые упоминается в платёжных книгах Засосенского стана Елецкого уезда 7123 (1615) г. : «За монастырём, под Тешевским лесом, слободка Тешевская на речке Тешевке на верхах».
Основание монастырю положили выходцы из московского Сретенского монастыря монахи Кирилл и Герасим, принёсшие сюда список с Владимирской иконы Божией Матери, впоследствии прославившийся как чудотворный. В 1769 году в монастыре поселился ушедший в отставку по состоянию здоровья епископ воронежский Тихон (Тимофей Савельевич Соколовский) — знаменитый иерарх и духовный писатель. В Задонске были написаны его главные духовные сочинения «Истинное христианство», «Письма келейные», «Сокровище духовное, от мира собираемое» и др. В 1861 году Тихон Задонский был причислен к лику святых.
25 сентября 1779 года слобода Тешевка была при образовании Воронежского наместничества преобразована в уездный город Задо́нск по местоположению (относительно столицы России — Санкт-Петербурга) за рекой Дон. Первоначальное, по имперскому указу, наименование города было Задонской, в более краткое Задонск оно трансформировалось позднее.
21 сентября 1781 года, согласно высочайше утверждённому докладу Сената «Об утверждении гербов городам Воронежского наместничества», Задонску был дан герб. Им стала «за Доном рекою построенная башня в серебряном поле, означающая подлинное положение сего города».
19 марта 1782 года высочайше утверждён был генеральный план застройки Задонска, согласно которому в дальнейшем и формировался архитектурный облик города.
13 августа 1861 года в Задонске произошло событие, сделавшее город одним из православных центров России — открытие святых мощей святителя Тихона Задонского. Большое количество паломников со всей России стали основой городской экономики, ориентированной на обслуживание приезжих. В XIX веке здесь жил юродивый Антоний Монкин.
В конце XIX — начале XX веков в городе действовало несколько небольших предприятий — 2 мельницы, салотопенный и воскобойный заводы, несколько черепично-кирпичных производств и филиал Елецкой табачной фабрики. В городе действовали несколько учебных заведений для получения среднего образования: школа ремесленных учеников, высшее начальное училище, уездное духовное училище, Задонская женская гимназия.
C Задонском и Задонским уездом связана жизнь известного военачальника и государственного деятеля, генерала Н. Н. Муравьёва-Карсского (похоронен в Задонске) — брата декабриста А. Н. Муравьёва.
В начале XX века в городе появился синематограф. Это был один из первых провинциальных кинотеатров в Российской Империи. Вполне вероятно, именно он описан в известном стихотворении «Кинематограф» Осипа Мандельштама (известно, что поэт посещал Задонск). Кинотеатр был создан местным дворянином Воробьевским.

### ПериодСССР
3 (16) февраля 1918 года в Задонске была установлена советская власть.
5 сентября 1919 года Задонск был взят конницей 4-го Донского корпуса генерал-лейтенанта К. К. Мамонтова, которая в городе не задерживалась.
В период с 1920 по 1922 год были описаны ценности, земли и здания принадлежавшие ранее Задонскому Рождество-Богородицкому монастырю. В общей сложности описано и вывезено из церквей Задонского уезда около 960 кг ценностей. В частности из Задонского монастыря вывезли 912 кг серебра и все найденные в районе драгоценные камни.
С 12 мая 1924 года Задонский уезд был упразднён, Задонск вошёл в состав Воронежского уезда.
30 июля 1928 года Задонск стал центром новообразованного Задонского района в составе Центрально-Чернозёмной области, после её разукрупнения 13 июня 1934 года вошёл вместе с районом в состав Воронежской, а 27 сентября 1937 года — в состав вновь образованной Орловской области.
В 1930 году построена школа для обучения глухонемых детей, ныне это Задонская специальная школа интернат.
Во время Великой Отечественной войны город дважды подвергался налётам немецкой авиации. В 1941 году в городе открыта школа по подготовке диверсантов. После 3 октября 1941 года преобразована в центр подготовки партизанских отрядов и диверсантов. Цитата — «Согласно докладной записке Управления НКГБ (выделено из НКВД 14 апреля 1943 г.) по Орловской области № 1-4/67 об агентурно-диверсионной работе „Орловская [школа] — продолжила свою работу в г. Задонске до июня 1942 г.“.» Подготовку в ней успели пройти около 280 человек. Осенью 1941 года под Задонском был построен новый военный аэродром — объект № 324, занимался постройкой М. Ю. Заполь. Аэродром представлял собой две взлётно посадочные полосы вымощенные красным кирпичом, с одной взлетали бомбардировщики, со второй лётчики-истребители. В 1941 году на этом аэродроме базировался 97 ближне-бомбардировочный авиаполк.
6 января 1954 года Задонск и Задонский район из Орловской области были переданы в состав новосозданной Липецкой области.
После войны постепенно восстановилась работа школьных учреждений. Реорганизована работа детской школы для глухонемых, в 1943 году она получила статус интерната. До 1960 годов занимала здание дворянской усадьбы А. А. Савельева и П. С. Кожина В 1947 году 21 августа организован Задонский техникум механизации и электрификации сельского хозяйства. В 1950 году открыт Задонский хлебокомбинат. В 1962 году построено трёхэтажное новое здание для ранее открытого техникума. Открыли и начали работы овощесушильный комбинат, маслодельный завод и типография. Так же в 1950—1960-х в городе работал Райпромкомбинат выпускавший столярные изделия, мебель, черепицу, известь. В 1963 открыто библиотечное отделение для подготовки библиотекарей среднего уровня квалификации.
С 1 февраля 1963 по 11 января 1965 года город Задонск находился в подчинении города Елец.
9 мая 1966 года открыт обелиск памяти задонцев погибших в Великую Отечественную войну. В 1973 году открыт Дом культуры. В 1974 году организован цех Воронежского завода цветных телевизоров, получивший название завод «Цветрон». В 1981 году построено новое здание для школ номер один. В 1983 открыт отдел истории областного краеведческого музея.

### ПериодРФ

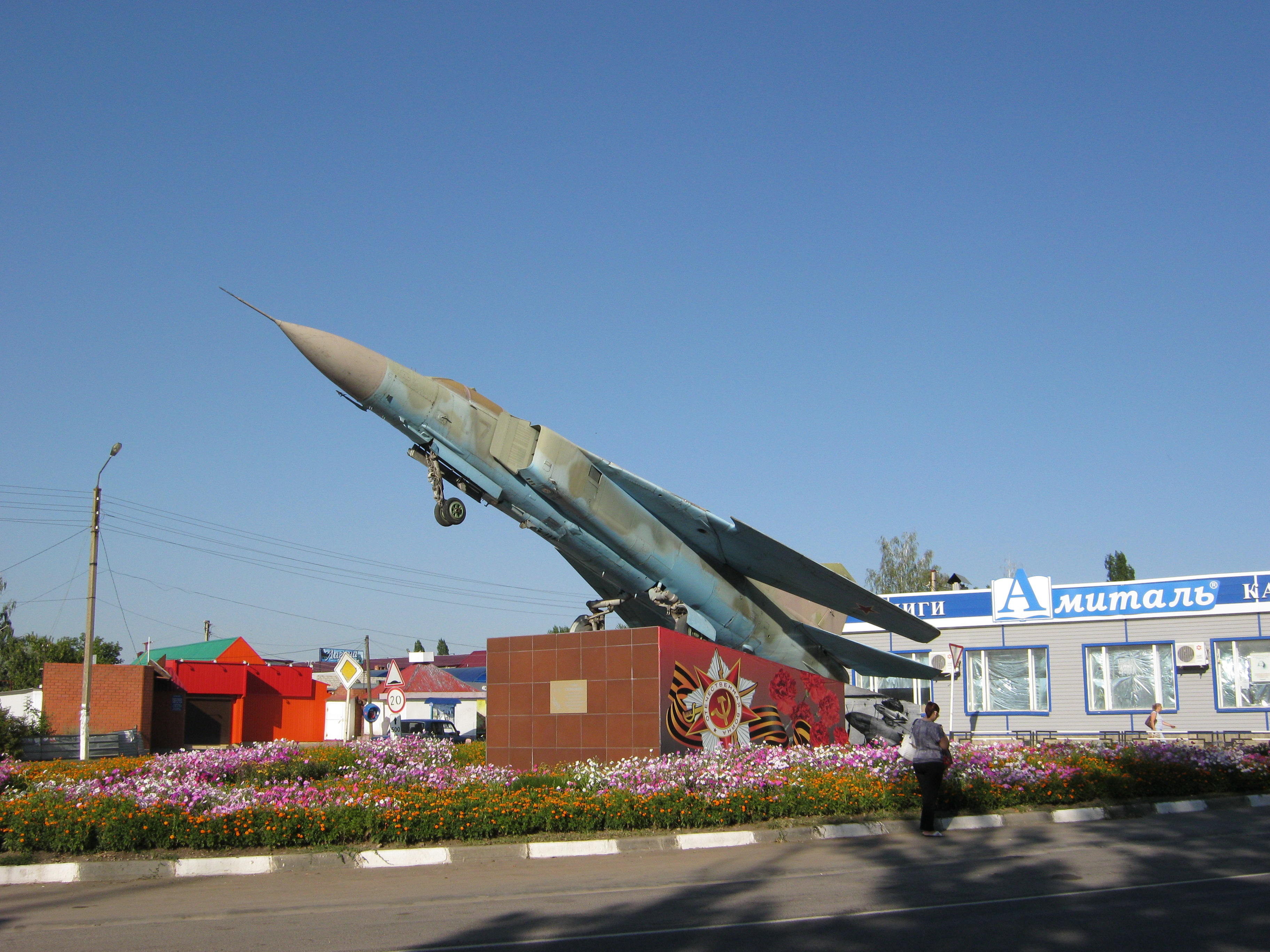

После 1993 года часть предприятий Задонска постепенно пришла в упадок. На 2021 года полностью закрыты и разрушены завод по сборке телевизоров «Цветрон», молокозавод. Овощесушильный комбинат ранее располагался на территории Владимирского монастыря и был закрыт, новый комбинат не был построен.
В 2000 году вокруг Задонска была построена объездная дорога. До этого весь большегрузный транспорт, идущий по федеральной трассе «Дон», проезжал через этот небольшой город. Однако, когда в 2010 году объездная трасса стала одним из платных участков трассы М-4 «Дон», все большегрузные грузовики вернулись на улицы Задонска. Поток машин идёт круглосуточно.
В 2005 году создана гранитная набережная реки Тешевки.В 2005 открыт плавательный бассейн «Янтарь». В 2015 году открыт ледовый дворец «Айсберг». В 2020 году проведена масштабная реконструкция сквера Победы.

## Население
| 1856    | 1859    | 1897    | 1913    | 1926    | 1931    | 1939    | 1959    | 1970    | 1979    | 1989    | 1992    |
| ------- | ------- | ------- | ------- | ------- | ------- | ------- | ------- | ------- | ------- | ------- | ------- |
| 4800    | ↗6156   | ↗7500   | ↗8700   | ↘5100   | ↗7000   | ↘6904   | ↗8120   | ↗9246   | ↗10 331 | ↗11 186 | ↘11 100 |
| 1996    | 1998    | 2000    | 2001    | 2002    | 2003    | 2005    | 2006    | 2007    | 2008    | 2009    | 2010    |
| ↗11 600 | →11 600 | ↗11 700 | ↘11 600 | ↘10 473 | ↗10 500 | ↘10 200 | ↗10 300 | ↗10 400 | →10 400 | ↗10 497 | ↘9698   |
| 2011    | 2012    | 2013    | 2014    | 2015    | 2016    | 2017    | 2018    | 2019    | 2020    | 2021    |         |
| ↗9713   | ↘9592   | ↘9585   | ↘9565   | ↗9601   | ↗9631   | ↗9641   | ↘9614   | ↘9579   | ↘9527   | ↗9887   |         |

На 1 января 2024 года по численности населения город находился на 927-м месте из 1119 городов Российской Федерации.
Национальный состав
По итогам переписи населения 2020 года проживали следующие национальности (национальности менее 0,1 % и другое, см. в сноске к строке «Другие»):
| Национальность | Численность, чел. | Доля     |
| -------------- | ----------------- | -------- |
| Русские        | 9599              | 97,09 %  |
| Украинцы       | 45                | 0,46 %   |
| Армяне         | 14                | 0,14 %   |
| Осетины        | 13                | 0,13 %   |
| Другие         | 216               | 2,18 %   |
| Итого          | 9887              | 100,00 % |

## Культура и досуг
В городе работают:
- Школа-интернат для глухонемых людей[43]
- Две общеобразовательные школы. Школа № 2 является гимназией «Новое поколение» и представляет собой целый комплекс для обучения, включающий плавательный бассейн и два спортивных зала, плавательный бассейн так же могут посещать простые граждане во второй половине дня.[44]
- Детская школа искусств и музыкальная школа[45]
- Ледовый дворец «Айсберг»[46]
- Плавательный бассейн «Янтарь»[15]
- Детская спортивная школа[47]

## Экономика
- сахарный завод
- завод по розливу минеральных вод
- хлебозавод
- мясной цех

### Особая экономическая зона
В Задонске планируется создание региональной особой экономической зоны туристско-рекреационного типа «Задонщина». Её концепцию по заказу администрации Липецкой области разработал институт «Воронежпроект». Согласно проекту, в городе будут возведены культурно-развлекательные центры, многофункциональные административные здания, гостиничные комплексы, спортивные сооружения, жилые кварталы. Кроме того, предусмотрены лыжные и роллерные трассы, маршруты для конных прогулок, пешие маршруты для паломников.

## Транспорт

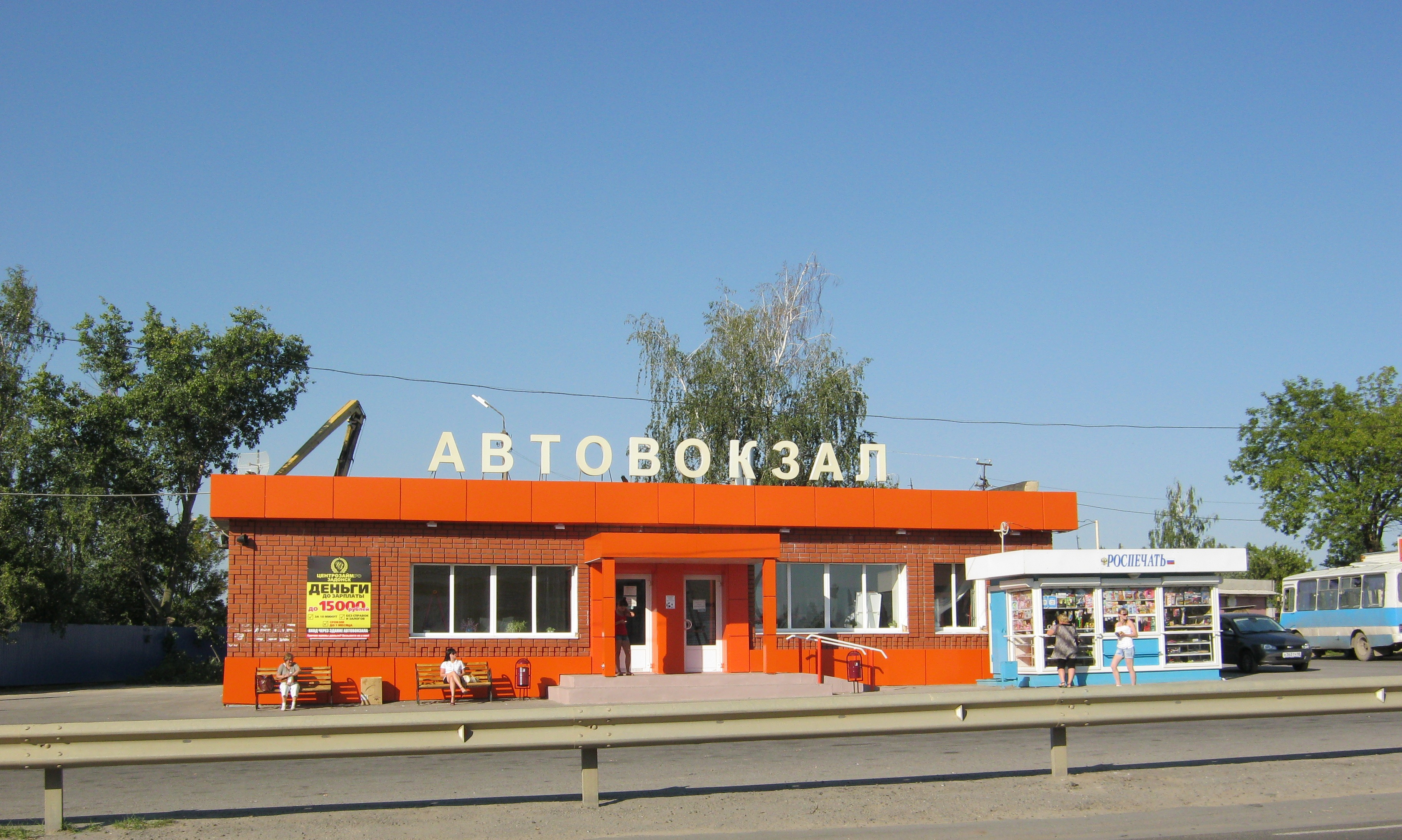
Задонск, автостанция

В непосредственной близости от Задонска проходит федеральная автодорога М4 «Дон».
Город соединён автобусным сообщением с сёлами Задонского района и областным центром Липецком. Также через Задонскую автостанцию следуют транзитные автобусы на Воронеж, Москву, Тулу, Орёл, Калугу, Елец, Новомосковск, Ефремов.
Расстояние до ближайших городов
| С-З | Елец ~ 44 км          | Лебедянь ~ 85 км | Липецк ~ 62 км | С-В |
| З   | Ливны ~ 113 км        | Роза ветров      | Грязи ~ 82 км  | В   |
| Ю-З | Старый Оскол ~ 202 км | Воронеж ~ 90 км  | Усмань ~ 80 км | Ю-В |

Задонск находится в 25 км от железнодорожной станции Улусарка на линии Елец — Касторное.

## Достопримечательности
Памятники истории и архитектуры Задонска:
- Задонский Рождество-Богородицкий монастырь;
- Храм Успения Пресвятой Богородицы (1800 год), выполненный в стиле классицизма;
- Троицкий храм, построенный в конце XIX века. Его одним из первых открыли в советское время, в начале 1970-х годов. Кроме того, это единственный в Задонске храм, где совершаются крещения и венчания[50];
- Дом Ульриха, построенный в начале XIX века и именуемый по фамилии последних предреволюционных владельцев;
- Здание бывшей женской гимназии, где расположена школа искусств[51];
- Памятник В. И. Ленину;
- Памятник пенициллину[52];
- Памятник микроскопу[53];
- Памятник Матери Марии Фроловой[54];

Также в окрестностях Задонска действуют два женских монастыря.

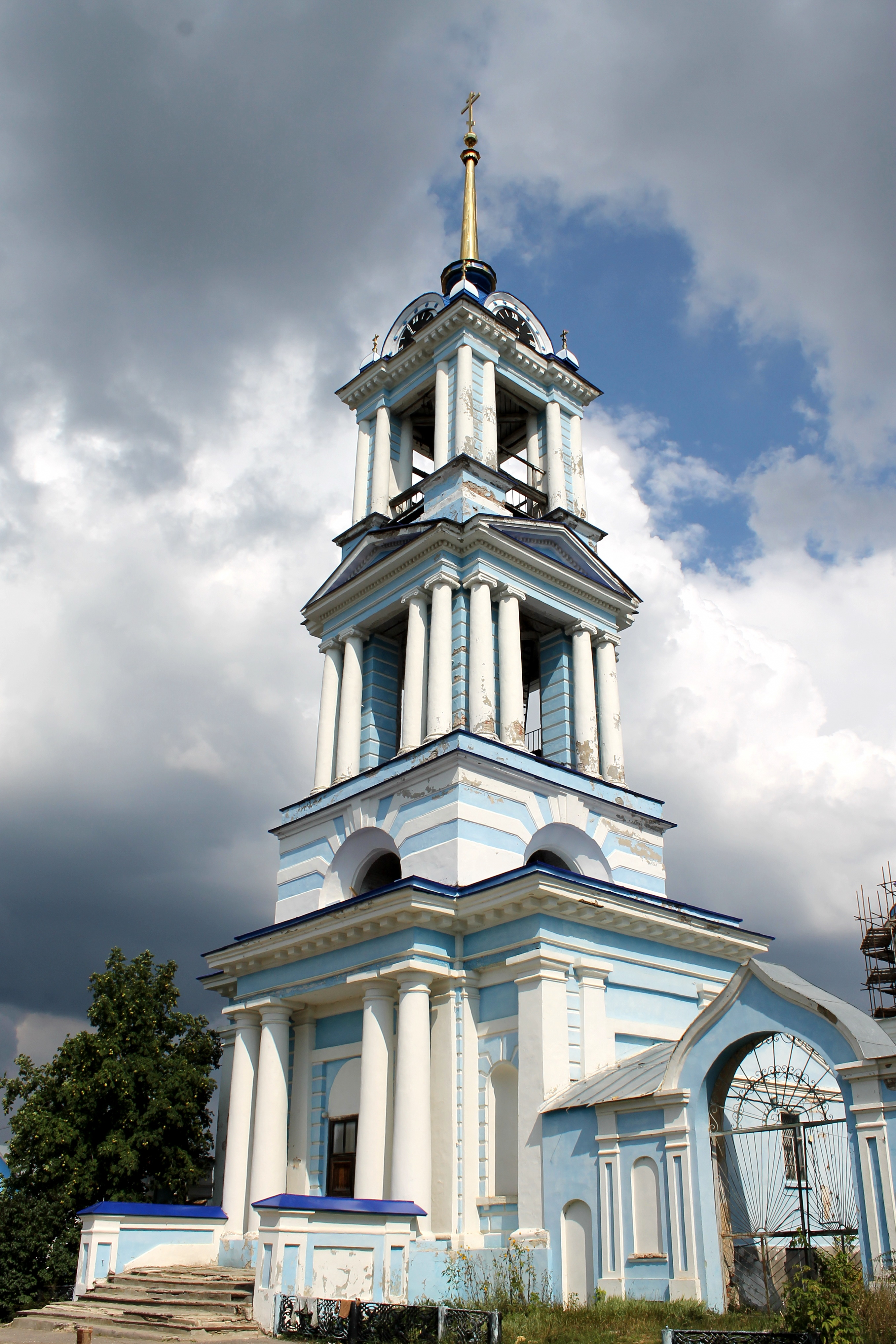
Успенский собор
Задонский монастырь
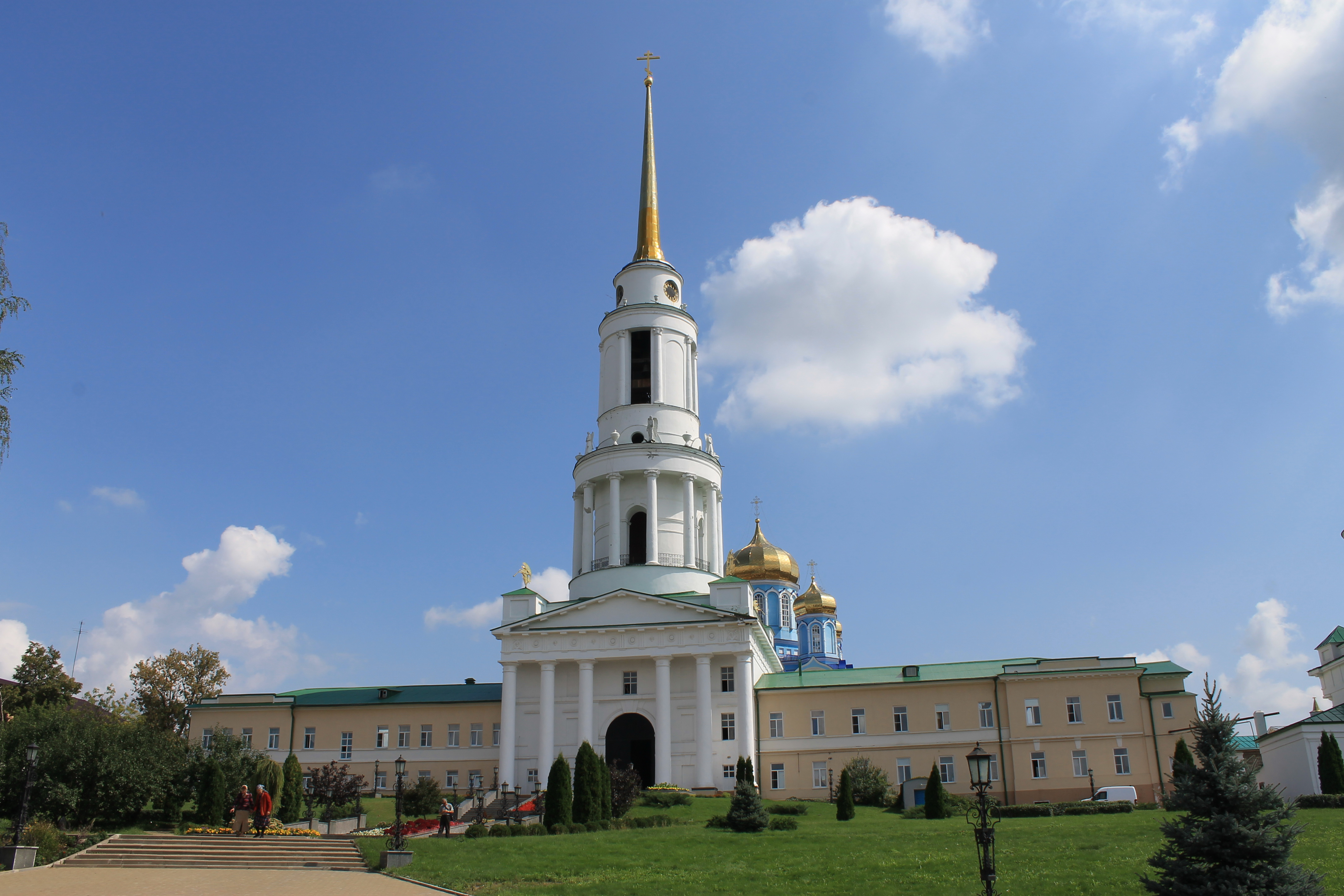
Церковь Николая Мирликийского
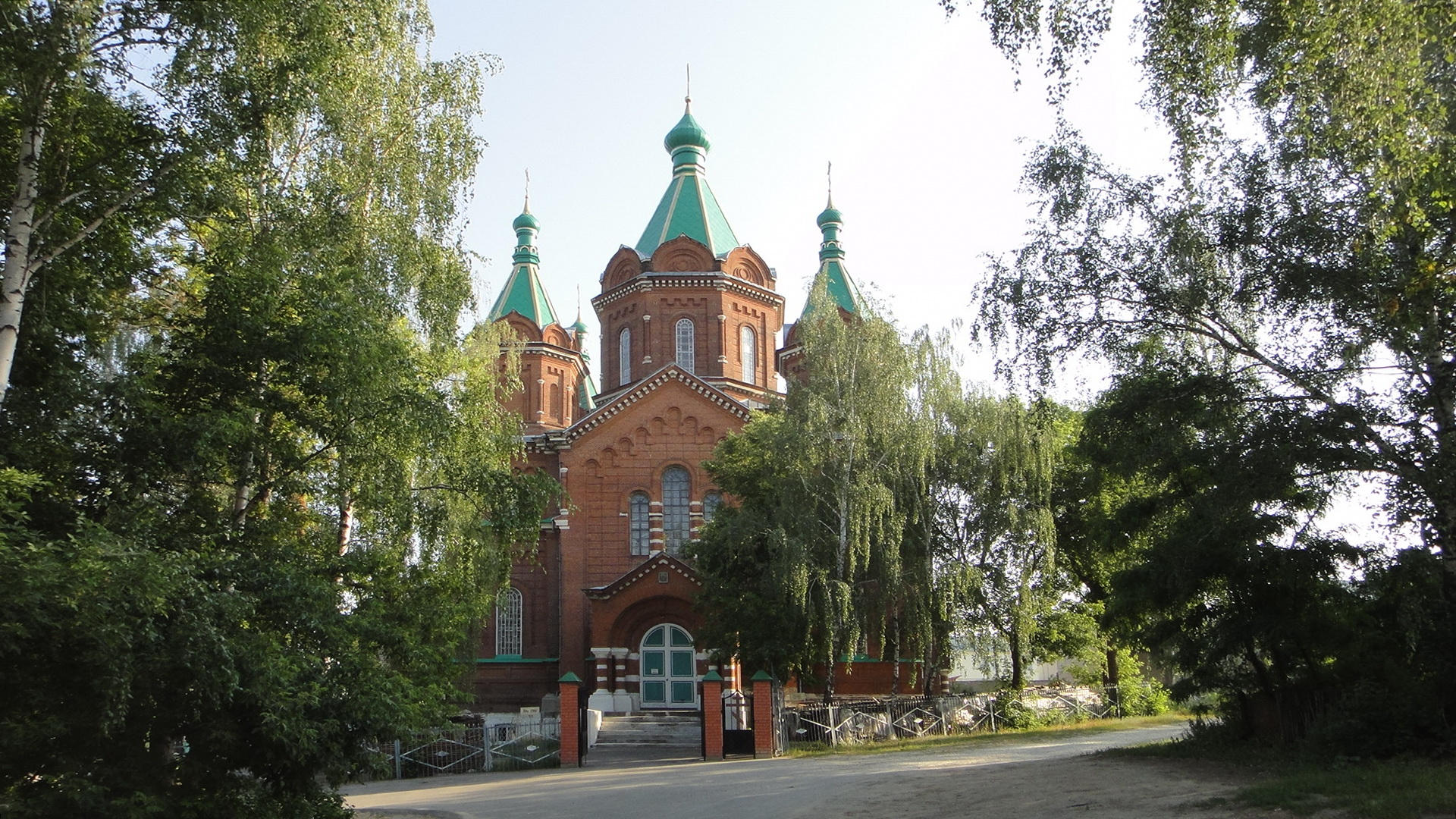
Троицкая церковь

## Известные люди
В городе родились:
- Васильев, Александр Васильевич — советский военно-морской деятель, флагман 2-го ранга.
- Левитский, Степан Михайлович — русский шахматист.
- Попов, Тихон Иванович — советский партийный и государственный деятель.
- Тамара Пронина — оперная певица.
- Задонский Николай — русский советский писатель, поэт, драматург, журналист, историк-исследователь.

В Задонском КПУ учились Гарик Сукачёв и Сергей Галанин.

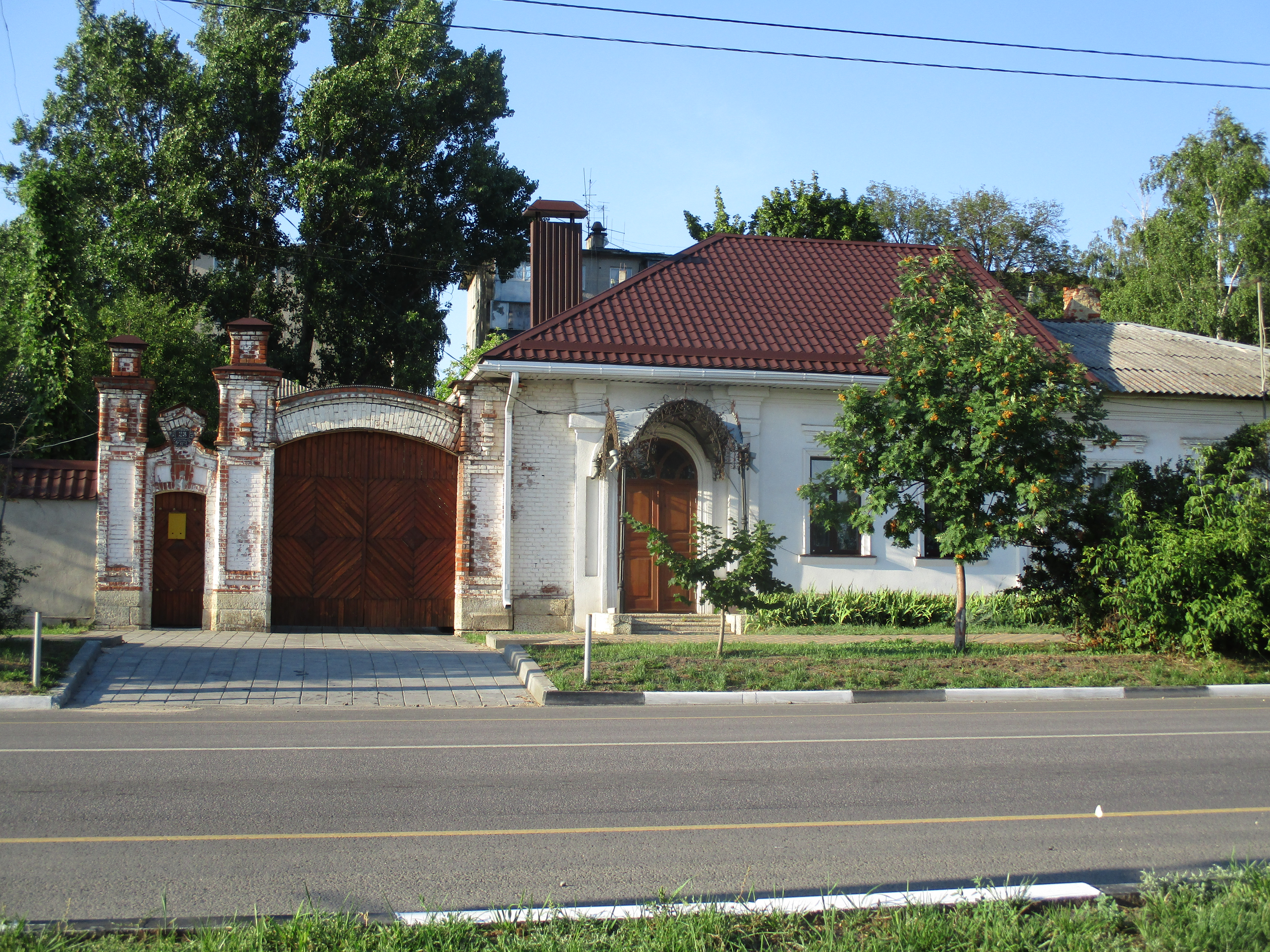
Дом, в котором родился писатель Николай Задонский

## Фотографии старого Задонска

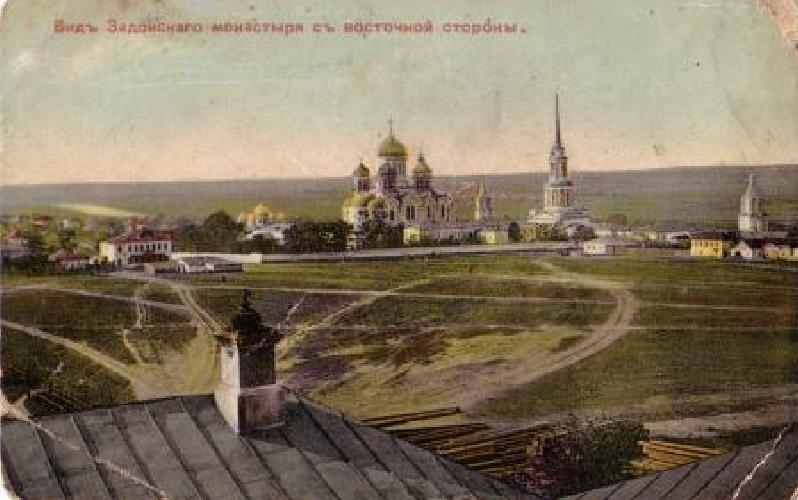
Вид на Задонский монастырь с восточной стороны
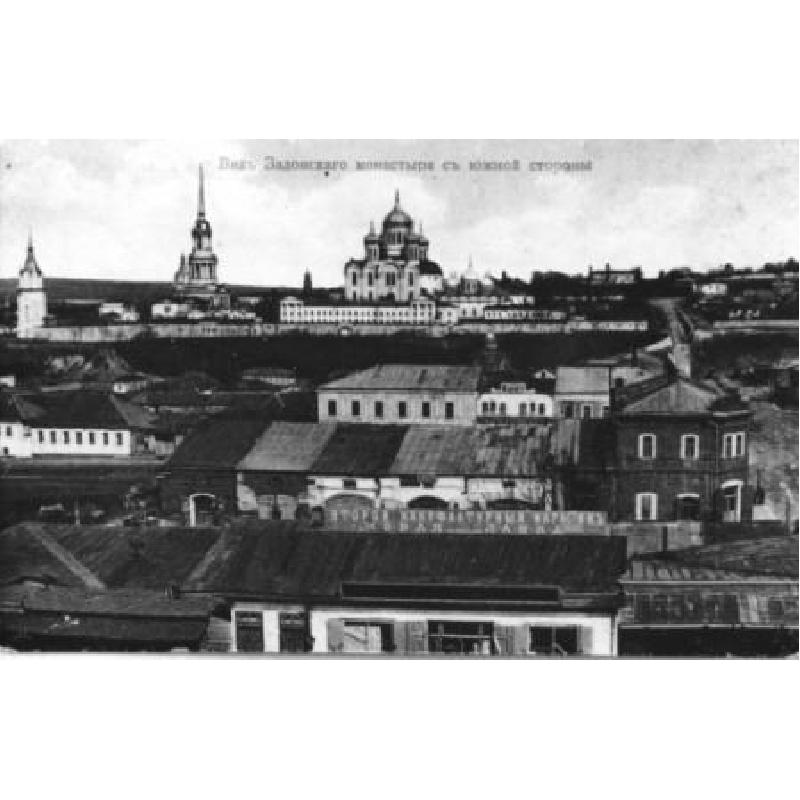
Вид на монастырь
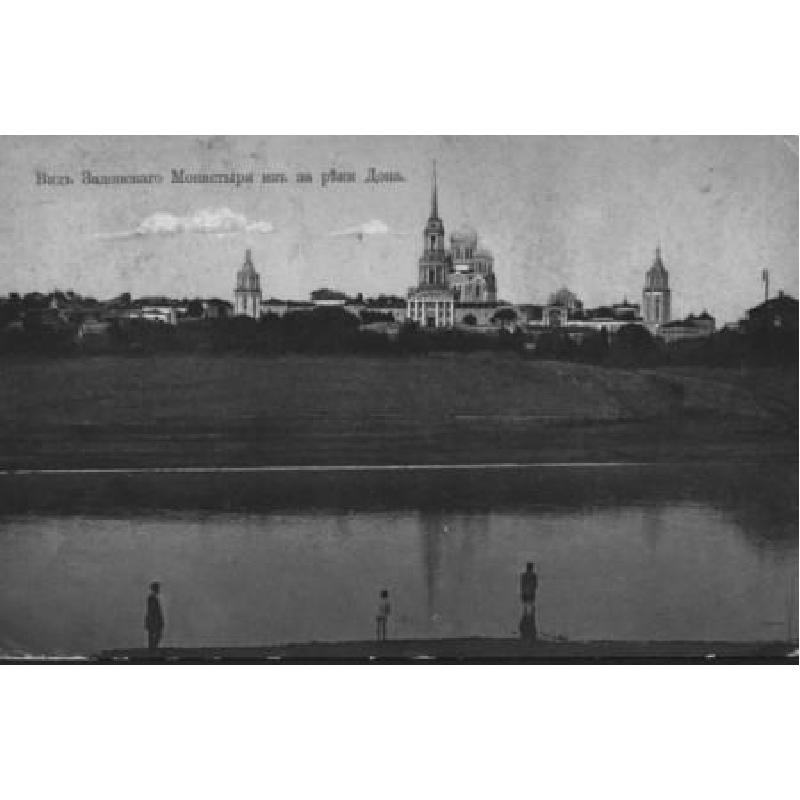
Вид с юга
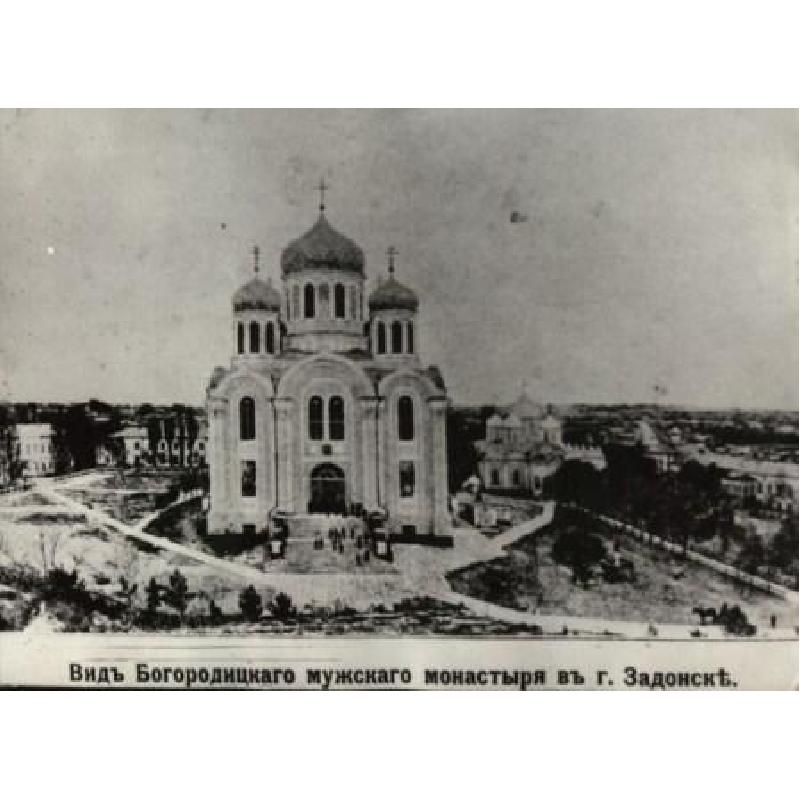
Владимирский собор
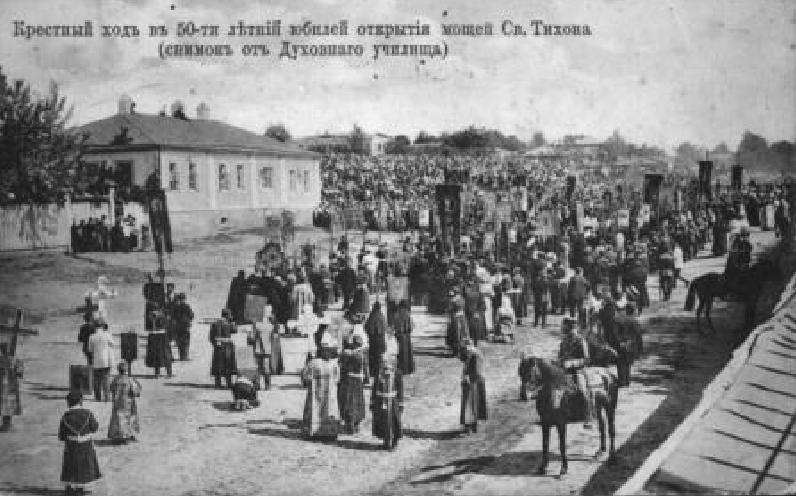
Крестный ход